# Marco de Paula
Marco de Paula (Sevilla, 22 de abril de 1977) es un actor español. 
Ha actuado en teatro, cine y televisión; también ha participado en publicidad, en más de cuarenta campañas. 

## Filmografía

### Cine
- 2001: El secreto, cortometraje.
- 2001: Juego misterioso
- 2003: Normalmente sospechosos

### Televisión
- 1999: Cariño, cómo te odio
- 2000-2001: Nada es para siempre
- 2002-2003: 20 tantos
- 2004: Arrayán
- 2005-2007: Hospital Central[1]
- 2007-2008: Planta 25[2]
- 2010: Valientes[3][4]
- 2011/2012:  Esperanza del corazón[5]
- 2012: Rosa Diamante[6]
- 2013: Prohibido amar[7]
- 2016: Mujeres de negro